# تخزين البيانات الورقي

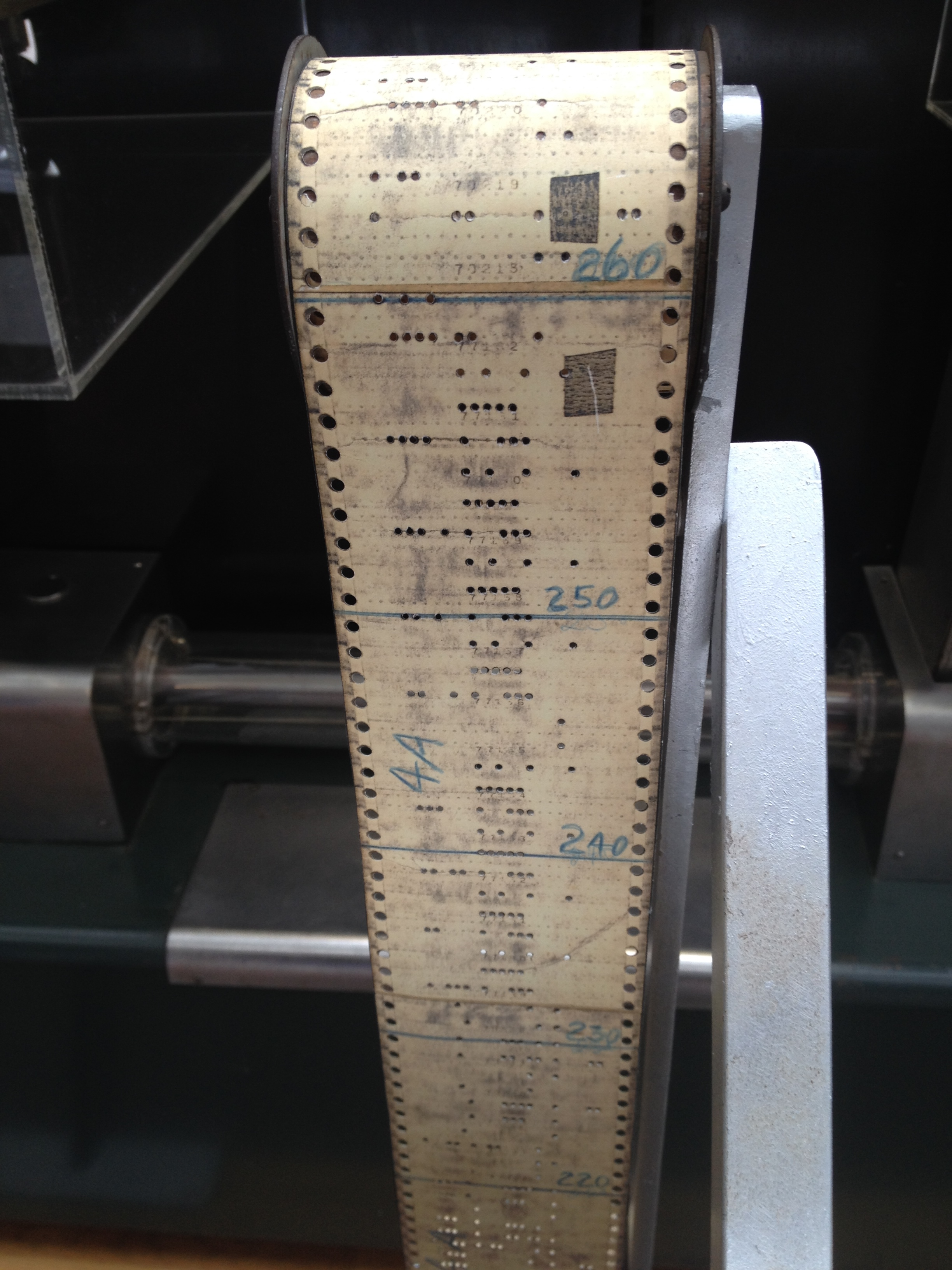
شريط البرنامج على هارفارد مارك I، أحد أوائل الحواسيب الرقمية.

تخزين البيانات على ورق يعني استخدام الورق كأداة لتخزين البيانات. يتضمن هذا الكتابة والرسم والبيانات التي تقرأها أو تكتبها آلة. من العلامات الفارقة للورق كوسيلة لتخزين البيانات هي قدرة البشر على تخزين بيانات عليها بأدوات بسيطة وقدرتهم على فهم محتوى تلك البيانات بصريا.
بالرغم من أن أسلوب التخزين هذا غير مستخدم الآن، إلا أنه كان في إحدى الفترات الماضية أحد أهم وسائل تخزين البيانات للحاسوب.

## تاريخ
قبل أن يستخدم الورق لتخزين البيانات، تم استخدامه في تطبيقات عديدة لتخزين تعليمات تحدد طريقة عمل الآلات. أقدم استخدام للورق لتخزين التعليمات لآلة كان من قبل باسيل بوشون والذي في عام 1725 استخدم لفافات من الورق المثقّب للتحكم في آلات نسج الأقمشة. تم تطوير هذه التقنية لاحقا فيما عرف بمنسج جاكارد. شهد القرن التاسع عشر عدة استخدامات للورق للتحكم في الآلات. في عام 1846 أصبح بالإمكان تسجيل البرقيات مسبقا على شريط مثقب وإرسالها سريعا باستخدام آلة البرقيات لأليكسانر باين. العديد من المخترعين أخذوا مبدأ آلة الأرغن الموسيقية الميكانيكية واستخدموا الورق لتمثيل النوتة الموسيقية.
في أواخر عقد الـ1880 ابتكر هيرمان هوليريث أسلوب تخزين البيانات على وسيط لتقرأه آلة لاحقا. استخدامات الورق كوسيلة تقرأها الآلات كما أشير سابقا (الآلات ذاتية التشغيل،لفائف البيانو، آلات النسيج،...) كانت لتخزين تعليمات التشغيل وليس البيانات. بعد بعض التجارب باستخدام الشريط المثقب، استقر على استخدام البطاقات المثقبة. استخدمت طريقة هوليريث في تعداد 1890. أصبحت شركة هوليريث لاحقا نواة شركة آي بي إم.
تم تطوير تقنيات أخرى أتاحت للآلات قراءة علامات على الورق بدلا من الثقوب. استخدمت تلك التقنية بشكل واسع لجدولة الأصوات الانتخابية وتصحيح الامتحانات.  أتاح الرمز الشريطي (الباركود) أن يتم إرفاق معلومات يمكن للحاسوب قراءتها مع أي شيء. استخدمت البنوك الحبر المغناطيسي على الشيكات.